# Krokowa
Krokowa is een dorp in het Poolse woiwodschap Pommeren, in het district Pucki. De plaats maakt deel uit van de gemeente Krokowa en telt 812 inwoners.